# Toxorhina (Toxorhina) acanthobasis
Toxorhina (Toxorhina) acanthobasis is een tweevleugelige uit de familie steltmuggen (Limoniidae). De soort komt voor in het Australaziatisch gebied.